# Luca Bati
Luca Bati (né en 1546 à Florence – mort dans la même ville le 17 octobre 1608) est un organiste et compositeur italien du XVIe siècle.

## Biographie
Il est l'élève de Francesco Corteccia. Il a succédé à Cristofano Malvezzi, dont il est l’élève, en tant que maître de chapelle à la cour des Médicis et à la cathédrale de Florence. Il est également maître de chapelle de la cathédrale de Pise. Marco da Gagliano est son disciple.

## Œuvres
Ses œuvres composées pour les mariages des Médicis et le carnaval de Florence sont perdues mais ses madrigaux (1594, 1598) et sa musique sacrée nous sont parvenus.